# Caviphantes
Caviphantes es un género de arañas araneomorfas de la familia Linyphiidae. Se encuentra en la zona holártica.

## Lista de especies
Según The World Spider Catalog 12.0:
- Caviphantes dobrogicus (Dumitrescu & Miller, 1962)
- Caviphantes flagellatus (Zhu & Zhou, 1992)
- Caviphantes pseudosaxetorum Wunderlich, 1979
- Caviphantes samensis Oi, 1960
- Caviphantes saxetorum (Hull, 1916)